# Plaza de toros de Palencia
La plaza de toros de Palencia "Campos Góticos" fue inaugurada el 2 de septiembre de 1976, festividad de San Antolín, y diseñada por el arquitecto Luis Gutiérrez Gallego, empleándose 100 días en su construcción por la empresa arandina, (hoy ya extinta), "Construcciones Bigar S.A.". En la primera corrida se lidiaron seis toros de la ganadería de Juan María Pérez-Tabernero, que fueron estoqueados por los diestros Francisco Rivera "Paquirri", José María Manzanares y Pedro Gutiérrez Moya "Niño de la Capea".

## Características
Es propiedad de la Diputación Provincial de Palencia.
Su aforo es de algo más de 10 000 localidades.
El diámetro del ruedo es de 45 metros y de 90 el anillo de la plaza. El ruedo está construido con una solera de hormigón, sobre la que se asientan los materiales de drenaje necesarios bajo la capa de arena superior.
La construcción del coso se llevó a cabo con una estructura de hormigón, formada por 56 pórticos radiales arriostrados con estructura metálica. Las gradas son de vigas autoportantes pretensadas. Sobre estos pórticos va una estructura metálica para formar la cubierta, cuyo material exterior, tanto superior como lateral, es de uralita. El cerramiento exterior está proyectado a base de un muro de ladrillo de 2,50 metros de altura y una celosía de hormigón de 3,50 metros.
Se distribuye en ocho tendidos con capacidad aproximada de algo más de 1.200 espectadores. Todos tienen tres accesos, uno inferior y dos superiores, así como salida al exterior a través de un portón de tres metros.
Dispone de un servicio de enfermería compuesto por sala de reconocimiento, quirófano, sala de recuperación, otra de espera y servicios. También hay despachos para veterinarios, policía, una capilla y dormitorios para mayorales.

## Denominación
A primeros del año 2009 la Diputación Provincial constituyó una comisión de aficionados y periodistas taurinos, y convocó un concurso para dotarla de nombre a través de una votación popular por medio de internet, pero su resultado tuvo que anularse al haberse detectado irregularidades, ya que el sistema no impedía que una misma persona votara en más de una ocasión, lo que efectivamente ocurrió. Por ello en el mes de septiembre se cambió el sistema de voto y se optó por el de llamadas telefónicas, que impedían el fraude y la emisión de más de un voto, y los resultados se han hecho públicos a primeros de octubre, resultando que ha habido 382 llamadas recibidas, aunque el número de votos válidos se situó finalmente en 267, puesto que el sistema establecido rechazaba los números que se repetían, las llamadas ocultas o las de marcación de voto incorrecto.
El nombre ganador ha sido el de Campos Góticos, al haber obtenido el apoyo de 107 de los votos válidos, que además es el nombre con el que se venía denominando habitualmente al coso. El segundo puesto lo ha recibido la propuesta de La Morenilla, con 80 votos, mientras que La Revolera ha obtenido el tercer puesto, al recibir 44 apoyos. San Antolín y Palencia Arena han conseguido únicamente 20 y 16 votos, respectivamente.
Se está estudiando si se coloca el nuevo nombre en el exterior de la plaza de toros por medio de una placa conmemorativa, o que se integre en un monumento a realizar por algún escultor de la ciudad que escenifique motivos taurinos, barajándose incluso una escultura que represente a tamaño natural al genial torero Marcos de Celis por ser el de más renombre de la ciudad.

## Eventos
Además de para las habituales corridas de toros durante las ferias y fiestas de la ciudad, se utiliza en ocasiones para conciertos de música, espectáculos de todo tipo y mítines políticos en época electoral.
En 2021 se llevó a cabo el festival Palencia Sonora.